# Saint-Gengoux-le-National
Saint-Gengoux-le-National és un municipi francès situat al departament de Saona i Loira i a la regió de Borgonya - Franc Comtat. L'any 2009 tenia 1.057 habitants.

## Història
| Data d'elecció                           | Identitat            | Partit        | Qualitat |
| ---------------------------------------- | -------------------- | ------------- | -------- |
| 1977-2001                                | Jacques-Albert Ruste | Divers droite |          |
| 2001-2008                                | Jean-Pierre Chapelon | Divers gauche |          |
| 2008-                                    | Joêl Pierre          | UMP           |          |
| les dades anteriors no són pas conegudes |                      |               |          |
|                                          |                      |               |          |

## Demografia
| A partir de 1990: Població sense dobles comptes |